# ثيف
ثيف (الإنجليزية: Thief) هي عبارة عن سلسلة ألعاب تسلل يتحكم فيها اللاعب بشخصية تدعى جاريت، لص محترف في عالم خيالي يستوحي نمط الحياة في أواخر العصور الوسطى والعصر الفيكتوري، ولكن مع تقدم تكنولوجي بسيط.
سلسلة ثيف تتكون من أربعة ألعاب، ثيف ذا دارك بروجت (Thief: The Dark Project) (1998), ثيف ذا ميتال إيج (Thief: The Metal Age) (2000), ثيف ديدلي شادوز (Thief: Deadly Shadows) (2004), وثيف ريبوت (Thief reboot) (2014).
تم بدئ تصميم وتطوير لعبة ثيف في ستوديوهات لوكينج كلاس، ولكن بعد إصدار اللعبة الثانية في السلسلة (ثيف ذا ميتال إيج Thief: The Metal Age) تم إغلاق الستوديو، ومعظم العاملين انتقلوا إلى إيون ستوديو لكي يعملوا على اللعبة الثالثة. بعد الانتهاء من اللعبة الثالثة، تبنت شركة إيدوس مونتريال السلسة لكي تبدأ العمل على ريبوت للعبة.

## اللعب
التكتيك الأساسي للعبة هو أن تتجنب القتال والاحتكاك مع الأعداد، وأن تتسلل حولهم دون أن يلاحظك أحد. على اللاعب أن يكون حذرا بخطواته. سوف يتوفر للاعب على أسفل الشاشة جهاز صغير يحدد مدى انتباه الحراس لك. كلما ابتعدت عن الأماكن المضيئة، كلما قللت من نسبة أن يلتقط الحراس. عدا عن تنفيذ مهمة المرحلة، يمكن التنقل على حريتك لتسرق ذهب، أو أسلحة، أو أشياء أخرى.

## ألعاب السلسلة
السلسلة القديمة
| عنوان الإصدار      | تاريخ الإصدار | المطور             | المنصة           |
| ------------------ | ------------- | ------------------ | ---------------- |
| ثيف ذا دارك بروجكت | 1998          | لوكينج جلاس ستوديو | ويندوز           |
| ثيف ذاميتال إيج    | 2000          | لوكينج جلاس ستوديو | ويندوز           |
| ثيف ديدلي شادوز    | 2004          | إيون ستوديو        | ويندوز، إكس بوكس |

السلسلة الجديدة (ريبوت)
| عنوان الإصدار | تاريخ الإصدار | المطور         | المنصة                             |
| ------------- | ------------- | -------------- | ---------------------------------- |
| ثيف           | 2014          | إيدوس مونتريال | ويندوز، بلاي ستيشن 4 , إكس بوكس ون |

## السلسلة القديمة

### ثيف ذا دارك بروجيكت
تم تطويرها على يد لوكينج جلاس ستوديو، تم إصدارها في عام 1998. اللعبة تعتبر فريدة من نوعها كونها من أوائل ألعاب التسلل الثلاثية الأبعاد.
بعد فترة قصيرة تم إصادر نسخة محدثة نظيفة من الأخطاء، وتتضمن مهمات إضافية، النسخة المحدثة تدعى ثيف جولد.

### ثيف ذا ميتال إيج
اللعبة الثانية بسلسلة ثيف، وحسب رأي متابعي اللعبة تعتبر الأفضل بالسلسلة. القصة تتبع قصة الجزء الأول. تم أيضا تطويرها على يد ستوديو لوكينج جلاس وتم إصدارها في عام 2000 ومن بعدها تم إغلاق الستوديو.

### ثيف ديدلي شادوز
اللعبة الثالثة بالسلسلة. بعد إغلاق ستوديوهات لوكينج جلاس. معظم العاملين هناك انتقلوا إلى إيون ستوديو لكي يبدئوا العمل على الجزء الثالث من اللعبة. تم إصدارها في عام 2004.

## السلسلة الجديدة
السلسلة الجديدة عبارة عن ريبوت. ليس لها علاقة بالسلسلة القديمة باستثناء الشخصية الأساسية للعبة (جاريت). اللعبة يتم تطويرها على يد إيدوس مونتريال وسوف يتم إصدارها في عام 2014 على ويندوز، بلاي ستيشن 4 ، وأجهزة الجيل الجديد الأخرى.
لم يتم حتى الآن إعلان عن نسخة محتملة لجهاز نينتيندو الجديد، وي يو.

## وصلات خارجية
- إعلان ثيف ريبوت (ترايلر) على يوتيوب
- الموقع الرسمي للعبة ثيف
- صفحة ثيف الرسمية على الفيسبوك  على فيسبوك.
- حساب اللعبة الرسمي عالتويتر
- منتديات لعبة ثيف الرسمية (إنجليزي)